# Motor Lublin (piłka nożna) w sezonie 1956
Sezon 1956 był dla Motoru Lublin 3. sezonem na trzecim szczeblu ligowym. Występujący wówczas pod nazwą Stal FSC Lublin klub, w dwudziestu dwóch rozegranych spotkaniach zdobył dwanaście punkty i zajął ostatnie, dwunaste miejsce w tabeli.

## Przebieg sezonu
25 marca Stal rozegrała mecz towarzyski z Hetmanem w Zamościu. Spotkanie zakończyło się remisem 2:2, a bramki dla Stali zdobył Pulikowski w 35. i 75 minucie. Dwa tygodnie później „Stalowcy” rozpoczęli sezon meczem na stadionie Sparty z Lublinianką (2:4). Stal wystąpiła w składzie: Mołda, Walas, Krzewiński, Muciek, Chodoń, Dudziak, Filozof, Kapica, Kalinowski, Kowalski, Pulikowski. W drugiej kolejce miały miejsce kolejne derby. W Świdniku Stal FSC wygrała 1:0 po bramce Pulikowskiego w ostatniej minucie gry. 19 maja w wyjazdowym meczu ze Stalą Rzeszów padł wynik remisowy 3:3, mimo iż do 80. minuty zespół Stali FSC prowadził 3:0. 10 czerwca spotkanie z Kolejarzem Przemyśl rozegrane zostało w Zamościu. Rundę wiosenną Stal FSC zakończyła na ostatnim miejscu w tabeli z dorobkiem 5 punktów.
W pierwszej kolejce rundy rewanżowej doszło do derbów Lublina na stadionie przy ul. Leszczyńskiego, w których Lublinianka pokonała Stal FSC 3:1. 19 sierpnia na stadionie WKS przy alei Świerczewskiego zajmująca ostatnie miejsce w tabeli Stal FSC pokonała lidera rozgrywek Stal Rzeszów 3:1. 21 października na stadionie Budowlanych rozegrano derbowy mecz finałowy, w którym zmierzyły się zespoły Stali FSC i Lublinianki. Wygrała Lublinianka 2:1 po dogrywce, a zwycięską bramkę zdobył Stanisław Żołnierowicz w 118. minucie.

## Mecze ligowe w sezonie 1956
| Data             | Przeciwnik        | D/W | Miejsce        | Wynik M/P | Strzelcy                               | Źródło        |
| ---------------- | ----------------- | --- | -------------- | --------- | -------------------------------------- | ------------- |
|                  |                   |     |                |           |                                        |               |
| RUNDA WIOSENNA   |                   |     |                |           |                                        |               |
|                  |                   |     |                |           |                                        |               |
| 8 kwietnia 1956  | Lublinianka       | D   | stadion Sparty | 2:4       | Pulikowski 80', Filozof 87'            | [ 3 ] [ 11 ]  |
| 14 kwietnia 1956 | Stal Świdnik      | W   | Świdnik        | 1:0       | Pulikowski 90'                         | [ 12 ]        |
| 22 kwietnia 1956 | Stal Stalowa Wola | D   | stadion Sparty | 0:3       |                                        | [ 13 ]        |
| 29 kwietnia 1956 | Polonia Przemyśl  | W   | Przemyśl       | 0:1       |                                        | [ 14 ]        |
| 6 maja 1956      | JKS Jarosław      | D   | stadion WKS    | 2:2       | Szymczyk 70', Filozof 80'              | [ 15 ] [ 16 ] |
| 13 maja 1956     | Resovia           | W   | Rzeszów        | 0:2       |                                        | [ 17 ]        |
| 19 maja 1956     | Stal Rzeszów      | W   | Rzeszów        | 3:3       | Pulikowski 9', Filozof 24', Kapica 71' | [ 18 ]        |
| 27 maja 1956     | Włókniarz Krosno  | D   | stadion WKS    | 2:4       | Kapica 2', Kowalski 61'                | [ 19 ] [ 20 ] |
| 3 czerwca 1956   | Glinik Gorlice    | W   | Gorlice        | 0:2       |                                        | [ 21 ]        |
| 10 czerwca 1956  | Kolejarz Przemyśl | D   | Zamość         | 1:1       | Pulikowski 30'                         | [ 6 ] [ 22 ]  |
| 16 czerwca 1956  | Gwardia Rzeszów   | W   | Rzeszów        | 0:1       |                                        | [ 23 ]        |
|                  |                   |     |                |           |                                        |               |
| RUNDA JESIENNA   |                   |     |                |           |                                        |               |
|                  |                   |     |                |           |                                        |               |
| 1 lipca 1956     | Lublinianka       | W   | stadion Sparty | 1:3       | Pulikowski 23'                         | [ 8 ] [ 24 ]  |
| 8 lipca 1956     | Stal Świdnik      | D   | stadion WKS    | 0:1       |                                        | [ 25 ]        |
| 15 lipca 1956    | Stal Stalowa Wola | W   | Stalowa Wola   | 1:3       | Piróg 25'                              | [ 26 ]        |
| 29 lipca 1956    | Polonia Przemyśl  | D   | stadion WKS    | 1:1       | Pulikowski 18'                         | [ 27 ] [ 28 ] |
| 5 sierpnia 1956  | JKS Jarosław      | W   | Jarosław       | 0:5       |                                        | [ 29 ]        |
| 12 sierpnia 1956 | Resovia           | D   | stadion WKS    | 1:3       | Pulikowski 75'                         | [ 30 ] [ 31 ] |
| 19 sierpnia 1956 | Stal Rzeszów      | D   | stadion WKS    | 3:1       | Pulikowski ?', ?', Kapica ?'           | [ 9 ] [ 32 ]  |
| 26 sierpnia 1956 | Włókniarz Krosno  | W   | Krosno         | 1:3       | Drzewiecki 47'                         | [ 33 ]        |
| 2 września 1956  | Glinik Gorlice    | D   | stadion WKS    | 0:0       |                                        | [ 34 ] [ 35 ] |
| 9 września 1956  | Kolejarz Przemyśl | W   | Przemyśl       | 1:1       | Pulikowski 10'                         | [ 36 ]        |
| 23 września 1956 | Gwardia Rzeszów   | D   | stadion WKS    | 2:0       | Pulikowski 82', Chodoń 83'             | [ 37 ] [ 38 ] |

### Tabela III ligi
| Poz | Klub              | M  | Pkt | Bz | Bs |
| --- | ----------------- | -- | --- | -- | -- |
| 1.  | Stal Rzeszów      | 22 | 36  | 60 | 18 |
| 2.  | Resovia           | 22 | 26  | 46 | 33 |
| 3.  | Kolejarz Przemyśl | 22 | 26  | 25 | 18 |
| 4.  | Stalowa Wola      | 22 | 24  | 33 | 26 |
| 5.  | Lublinianka       | 22 | 24  | 36 | 33 |
| 6.  | Włókniarz Krosno  | 22 | 23  | 38 | 29 |
| 7.  | Polonia Przemyśl  | 22 | 22  | 30 | 28 |
| 8.  | Gwardia Rzeszów   | 22 | 21  | 28 | 42 |
| 9.  | Glinik Gorlice    | 22 | 19  | 24 | 37 |
| 10. | Stal Świdnik      | 22 | 16  | 20 | 39 |
| 11. | JKS Jarosław      | 22 | 15  | 29 | 44 |
| 12. | Stal Lublin       | 22 | 12  | 22 | 44 |

Poz – pozycja, M – rozegrane mecze, Pkt – punkty, Bz – bramki zdobyte, Bs – bramki stracone